# Badhuis Kanaalstraat
Het Badhuis Kanaalstraat is een monumentaal voormalig badhuis in de Nederlandse stad Utrecht. Het is gaandeweg omgevormd naar een moskee.

## Geschiedenis
Rond 1900 werd in Nederland geijverd voor meer volkshygiëne, vooral voor de lagere klassen. Te Utrecht opende in de praktische uitvoering ervan in 1904 met het Volksbadhuis Koekoeksplein het eerste Utrechtse badhuis waar massaal en goedkoop van gebruik kon worden gemaakt. Het initiatief was afkomstig van een jaar eerder door de Oranjebond van Orde opgezette Vereeniging voor Volksbaden. Deze "philantropisch-hygiënische instelling" stichtte vervolgens rond 1915 aan de Kanaalstraat 36/38 haar derde badhuis: Badhuis Kanaalstraat. De officiële opening vond plaats in 1916. De architect P.J. Houtzagers zorgde voor het ontwerp van het badhuis met daaraan verbonden een badmeesterswoning.
In 1947 werd de exploitant Vereeniging voor Volksbaden opgevolgd door de Utrechtsche Stichting voor Badhuizen. De gemeente die de badhuizen reeds in eigendom had, kreeg daarmee ook het volledige beheer. Ruim 8 miljoen baden waren er inmiddels genomen in Badhuis Kanaalstraat, een kwart daarvan door middel van gemeentelijke subsidies gratis door schoolkinderen. Vanaf de jaren 1950 kregen de badhuizen te maken met teruglopende bezoekersaantallen omdat woonhuizen meer en meer voorzien werden van een eigen badruimte. In 1980 sloot het badhuis aan de Kanaalstraat als laatste in Utrecht de deuren.

### Moskee
Onderwijl was in dezelfde buurt Lombok-Oost een Turkse moskee in een woonhuis ontstaan. Na vier jaar verhuisde deze in 1983 naar het oude badhuis. Er werd een Koranschool aan verbonden en ook een koffiehuis en een winkeltje in Turkse levensmiddelen. Rond 2009 startte aan de overzijde van de Kanaalstraat aan het Moskeeplein de bouw van de nieuwe Ulu Moskee. Omstreeks 2015 is de gemeenschap naar de nieuwe moskee verhuisd.
Het oude gebouw aan de Kanaalstraat is een gemeentelijk monument.

Studiehuis
Vanaf mei 2024 wordt gestart met de transformatie naar studiehuis.
De plannen behelzen een boekencafé met een koffiecorner aansluitend aan de entree van het pand. hier komt ook de mogelijkheid voor tentoonstellingen. aansluitend aan het café zijn een collegezaal, studiezaal en een gemeenschappelijke keuken. Op een deel van de begane grond, de eerste en tweede verdieping komen (studenten)woningen en drie appartementen.
De monumentale voorgevel wordt gerestaureerd. De kenmerkende betonnen spanten van de zuidelijke vleugels worden zichtbaar gemaakt. 
De plannen passen bij de wens van de gemeente voor een publieke functie op de begane grond. Het oude badhuis was in het verleden voor iedereen toegankelijk, nu gedeeltelijk weer.